# 威斯纳 (路易斯安那州)
威斯纳（英語：Wisner），是美国路易斯安那州下属的一座城市。根据2010年美国人口普查，该市有人口964人。建置上，属于“town”。